# 마지막 사랑 (1990년 영화)
마지막 사랑(The Sheltering Sky)은 영국에서 제작된 베르나르도 베르톨루치 감독의 1990년 드라마 영화이다. 데브라 윙거 등이 주연으로 출연하였고 제레미 토머스 등이 제작에 참여하였다.

## 출연

### 주연
- 데브라 윙거
- 존 말코비치

### 조연
- 캠벨 스코트
- 질 베넷
- 티모시 스폴

## 제작진
- 원작자: 폴 볼스
- 프로듀서: 데니즈 오델
- 미술: 앤드류 샌더스
- 의상: 제임스 애치슨
- 배역: 줄리엣 테일러